# Gmina Jeziorany
Die Gmina Jeziorany [jɛʑɔˈranɨ] ist eine Stadt-und-Land-Gemeinde im Powiat Olsztyński der Woiwodschaft Ermland-Masuren in Polen. Ihr Sitz ist die Kleinstadt Jeziorany (deutsch Seeburg, polnisch früher auch Zybork) mit etwa 3250 Einwohnern.

## Geographie
Die vom kleinen Fluss Symsarna (Simser) durchzogene Gemeinde liegt im historischen Ermland am Nordostrand der Allensteiner Seenplatte, die ihrerseits zum masurischen Seengebiet gehört, etwa 33 Kilometer nordöstlich von Olsztyn (Allenstein) und 80 Kilometer südöstlich von Kaliningrad (Königsberg).
Landwirtschaftliche Flächen gehen in eine hügelige Wald- und Seenlandschaft über. Auf Gemeindegebiet liegen drei kleinere Seen, darunter der Rink. Ferner grenzt die Gemeinde im Westen, Norden und Osten an weitere Seen. Auf ihrem Gebiet erhebt sich mit 179 Metern der Święta Góra (Heidenberg).
|  |

## Gliederung
Zur Gemeinde gehören die folgenden Ortschaften:
| polnischer Name   | deutscher Name (bis 1945) | polnischer Name | deutscher Name (bis 1945)  | polnischer Name                 | deutscher Name (bis 1945)        |
| ----------------- | ------------------------- | --------------- | -------------------------- | ------------------------------- | -------------------------------- |
| Derc              | Derz                      | Lekity          | Lekitten                   | Studzianka                      | Wonneberg                        |
| Franknowo         | Frankenau                 | Miejska Wieś    | Bürgerdorf                 | Tłokowo                         | Lokau                            |
| Jeziorany         | Seeburg                   | Modliny         | Modlainen                  | Ustnik                          | Lichtenhagen                     |
| Jeziorany-Kolonie |                           | Olszewnik       | Elsau                      | Wilkiejmy                       | Walkeim                          |
| Kalis             | Kunkendorf                | Pierwągi        | Porwangen                  | Wójtówko                        | Voigtshof                        |
| Kiersztanowo      | Kirschdorf                | Piszewo         | Pissau 1910–1945 Waldensee | Wólka Szlachecka                | Adlig Wolka 1938-45 Adlig Wolken |
| Kikity            | Kekitten                  | Polkajmy        | Polkeim                    | Żardeniki                       | Scharnigk                        |
| Kostrzewy         | Zehnhuben                 | Potryty         | Potritten                  | Zerbuń                          | Sauerbaum                        |
| Kramarzewo        | Krämersdorf               | Radostowo       | Freudenberg                |                                 |                                  |
| Krokowo           | Krokau                    | Studnica        | Schönborn                  | Untergegangener Ort: Januszewko | Johannisberg                     |

## Partnerschaft
Zwischen der Gmina Jeziorany und der Samtgemeinde Neuenkirchen im niedersächsischen Landkreis Osnabrück (Deutschland) besteht seit August 2006 eine Partnerschaft.

## Persönlichkeiten
- Hans Kramer (1896–1982), Oberforstmeister und letzter ostpreußischer Elchjägermeister, geboren in Voigtshof
- Louis von Spies (1813–1889), preußischer Landrat, geboren in Scharnigk
- Hermann Ganswindt (1856–1934), Erfinder, geboren in Voigtshof
- Ferdinand Schulz (1892–1929), der „Ikarus von Ostpreußen“, geboren in Pissau.